# Sceloporus lundelli
Sceloporus lundelli (колюча ігуана Ланделла) — вид ігуаноподібних ящірок родини фриносомових (Phrynosomatidae). Мешкає в Мексиці і Центральній Америці. Вид названий на честь американського ботаніка Сайруса Лонгворта Ланделла.

## Підвиди
Виділяють два підвиди:
- Sceloporus lundelli gaigeae Smith, 1939 — північ Юкатанського півострова;
- Sceloporus lundelli lundelli Smith, 1939 — Юкатанський півострів.

## Поширення і екологія
Колючі ігуани Ланделла мешкають на півострові Юкатан, на території мексиканських штатів Юкатан, Кампече і Кінтана-Роо, гватемальського департаменту Петен та белізького округу Байо. Вони живуть у вологих і сухих тропічних лісах та на узілссях, де трапляються на стовбурах дерев висотою до 20 м і вище, а також на кам'янистих стінах поблизу людських поселень. Зустрічаються на висоті до 300 м над рівнем моря.